# طارق صبري
طارق صبري (6 أغسطس 1980 -)، ممثل مصري. تخرج من كلية الهندسة قسم عمارة جامعة القاهرة ويدرس في المعهد العالي للفنون المسرحية قسم تمثيل واخراج. عمل كمراسل صحفي في البرنامج الحواري الشهير 90 دقيقة وبرنامج عرض خاص ثم مذيع في برنامج فريندز بقناة مودرن حرية.

## أعماله
- لعبة حب حكاية حريم الفريد 2024
- الاختيار 2 2021
- بيت السلايف (2018)
- مسلسل عوالم خفية
- مسلسل ميراث الريح 2013
- مسلسل الشك رمضان 2013
- مسلسل دلع بنات 2014
- مسلسل دكتور امراض نسا 2014
- مسلسل ولي العهد 2015
- مسلسل أستاذ ورئيس قسم 2015
- ضيف شرف في مسلسل حالة عشق 2015
- بنات سوبرمان (مسلسل) [3]
- الكيف (مسلسل) [4]
- ساعة رضا «فيلم» [5][6][7]
- مسلسل ورا الشمس [8][9][10]

## مراسل صحفي
- برنامج «90 دقيقة»
- برنامج «عرض خاص»

## مذيع
- برنامج «مودرن ستارز»
- برنامج «فريندز»

## وصلات خارجية
- طارق صبري على موقع الدهليز
- طارق صبري على موقع قاعدة بيانات الأفلام العربية